# Plesiochrysa litorosa
Plesiochrysa litorosa är en insektsart som först beskrevs av Navás 1911.  Plesiochrysa litorosa ingår i släktet Plesiochrysa och familjen guldögonsländor. Inga underarter finns listade i Catalogue of Life.